# Bufonia takhtajanii
Bufonia takhtajanii là loài thực vật có hoa thuộc họ Cẩm chướng. Loài này được Nersesian mô tả khoa học đầu tiên năm 2002.